# アドベンチャー魂
『アドベンチャー魂』は、BS-TBSで2021年（令和3年）10月5日から2023年（令和5年）3月21日まで放送されていた番組である。

## 概要
芸人東野幸治がさまざまな冒険に一流の冒険家と共に挑戦する番組。冒険はアドベンチャーレース、ヨット、沢登り、ポータレッジ、ロッククライミング、パラグライダーなど多岐にわたる。番組内で徳島県の離島丸島南壁の初登攀に成功した。

## 出演者
- 東野幸治
- 岩垂かれん
- 坂口佳穂

## 放送リスト
| 2021年（令和3年） | 2021年（令和3年） | 2021年（令和3年）              | 2021年（令和3年） | 2021年（令和3年）      |
| 回                | 放送日            | 内容                           | 冒険家            | 備考                   |
| ----------------- | ----------------- | ------------------------------ | ----------------- | ---------------------- |
| 1                 | 10月5日           | 「アドベンチャーレース前編」   | 田中正人          | 2021年11月9日に再放送  |
| 2                 | 10月12日          | 「アドベンチャーレース後編」   | 田中正人          | 2021年11月23日に再放送 |
| 3                 | 10月19日          | 「ヨット」                     | 辛坊治郎          | 2021年12月14日に再放送 |
| 4                 | 10月26日          | 「クライミング・ポータレッジ」 | 増本亮            | 2021年12月28日に再放送 |
| 5                 | 11月2日           | 「洞窟探検」                   | 吉田勝次          | 2022年1月11日に再放送  |
| 6                 | 11月16日          | 「沢登り」                     | 田中幹也          | 2022年1月25日に再放送  |
| 7                 | 11月30日          | 「X-Alps：パラグライダー」     | 扇澤郁            | 2022年2月15日に再放送  |
| 8                 | 11月30日          | 「辺境クライミング」           | 小阪健一郎        | 2022年3月1日に再放送   |
| 9                 | 12月21日          | 「サバイバル登山」             | 服部文祥          | 2022年3月15日に再放送  |

| 2022年（令和4年） | 2022年（令和4年） | 2022年（令和4年）                        | 2022年（令和4年） | 2022年（令和4年）      |
| 回                | 放送日            | 内容                                     | 冒険家            | 備考                   |
| ----------------- | ----------------- | ---------------------------------------- | ----------------- | ---------------------- |
| SP                | 1月3日            | 「アドベンチャー魂 傑作2時間スペシャル」 | なし              |                        |
| 10                | 1月4日            | 「早稲田大学探検部」                     | なし              | 2022年3月29日に再放送  |
| 11                | 1月18日           | 「雪山登山」                             | 加藤直之          | 2022年4月12日に再放送  |
| 12                | 2月1日            | 「八甲田山・前編」                       | 大島義史          | 2022年4月26日に再放送  |
| 13                | 2月8日            | 「八甲田山・後編」                       | 大島義史          | 2022年5月10日に再放送  |
| 14                | 2月22日           | 「極地冒険」                             | 関口裕樹          | 2022年5月24日に再放送  |
| 15                | 3月8日            | 「アイスクライミング」                   | 天野和明          | 2022年7月5日に再放送   |
| 16                | 3月22日           | 「八甲田山・リベンジ編」                 | 大島義史          | 2022年7月19日に再放送  |
| 17                | 4月5日            | 「リアカー」                             | 永瀬忠志          | 2022年8月2日に再放送   |
| 18                | 4月19日           | 「洞窟探検2」                            | 山口夕佳里        | 2022年8月16日に再放送  |
| 19                | 5月3日            | 「カヤック」                             | 八木達也          | 2022年8月30日に再放送  |
| 20                | 5月17日           | 「カヤック川下り」                       | 海谷一郎          | 2022年9月6日に再放送   |
| 21                | 5月31日           | 「ロッククライミング2」                  | 佐藤裕介          | 2022年9月27日に再放送  |
| 22                | 6月7日            | 「サバイバルキャンプ」                   | 荒井裕介          | 2022年10月11日に再放送 |
| 23                | 6月28日           | 「秘湯冒険」                             | 大原利雄          | 2022年10月25日に再放送 |
| 24                | 7月12日           | 「SEA TO SUMMIT：海抜0m登山」            | 吉田智輝          | 2022年11月1日に再放送  |
| 25                | 7月26日           | 「沢登り2」                              | 志水哲也          | 2022年11月22日に再放送 |
| 26                | 8月9日            | 「登山」                                 | 稲葉香            | 2022年12月13日に再放送 |
| 27                | 8月23日           | 「怪魚ハンター」                         | 小塚拓矢          | 2022年12月27日に再放送 |
| 28                | 9月13日           | 「四万十川カヤック・前編」               | 佐藤ジョアナ玲子  | 2023年1月17日に再放送  |
| 29                | 9月20日           | 「四万十川カヤック・後編」               | 佐藤ジョアナ玲子  | 2023年1月31日に再放送  |
| 30                | 10月4日           | 「登山2」                                | 渡邊直子          | 2023年2月14日に再放送  |
| 31                | 10月18日          | 「人魚伝説探検」                         | 髙橋大輔          |                        |
| 32                | 11月8日           | 「妙義山登山・前編」                     | 田中幹也 志水哲也 | 2023年2月28日に再放送  |
| 33                | 11月15日          | 「妙義山登山・後編」                     | 田中幹也 志水哲也 | 2023年3月7日に再放送   |
| 34                | 11月29日          | 「ワイドクラッククライミング・前編」     | 山岸尚将          |                        |
| 35                | 12月6日           | 「ワイドクラッククライミング・後編」     | 山岸尚将          |                        |
| 36                | 12月20日          | 「アドベンチャーレース」                 | 所幸子            |                        |

| 2023年（令和5年） | 2023年（令和5年） | 2023年（令和5年）             | 2023年（令和5年） | 2023年（令和5年） |
| 回                | 放送日            | 内容                          | 冒険家            | 備考              |
| ----------------- | ----------------- | ----------------------------- | ----------------- | ----------------- |
| 37                | 1月10日           | 「シーカヤック」              | 村田康裕          |                   |
| 38                | 1月24日           | 「暗闇登山」                  | 平出和也          |                   |
| 39                | 2月7日            | 「宝剣岳 雪山登山」           | 山岸慎英          |                   |
| 40                | 2月21日           | 「雪洞」                      | 舟生大悟          |                   |
| 41                | 3月14日           | 「十勝幌尻岳 雪山登山・前編」 | 野村良太          |                   |
| 42                | 3月21日           | 「十勝幌尻岳 雪山登山・後編」 | 野村良太          |                   |

## ネット配信
民放公式無料ポータルTVerや、TBSが運営するTBS FREE、Gyao!で無料見逃し配信をしている。